# 曲紋唇魚
曲紋唇魚（學名：Cheilinus undulatus，又稱波紋鸚鯛、波紋唇魚），常俗稱蘇眉鱼，也有拿破崙鱼、龍王鯛、海哥龍王及大片仔等別名，為輻鰭魚綱鱸形目隆頭魚亞目隆頭魚科的其中一種。目前受到《瀕危野生動植物種國際貿易公約》（CITES）保護，列為附錄II的物種，表示於所有、管理及進行貿易時，均受到許可證制度管制。
主要棲息區域分布于红海、印度洋非洲东岸至太平洋中部、台灣以及南海诸岛等，幼鱼多生活于礁盘内侧浅水中以及成鱼常见于礁盘外侧较深的海域。

## 特徵
大型隆頭魚，個性溫和。因為高高隆起的額頭，就像拿破崙戴的帽子，所以有「拿破崙魚」之稱。
成魚的眼睛很小，位於頭部的上側位，兩眼間隔處甚為隆起，體沿長而呈長卵圓形；頭部輪廓自背部至眼平直，然後凸出；成魚前額突出。口大斜裂，上下頜各具錐形齒一列，前端各有一對大犬齒；前鰓蓋骨邊緣具鋸齒。體被大形圓鱗。尾鰭末緣圓，頭頸部呈墨綠色，體側則呈黃綠色，身體的後半部則具深色的波狀橫紋。幼魚則呈深藍色，頭、腹部色淡有許多朱紅色的細紋，身體的鱗片末緣具有紫色橫紋。頭部有兩平行黑帶通過眼部。背鰭硬棘9枚、背鰭軟條10枚、臀鰭硬棘3枚、臀鰭軟條8枚。體長可達200公分。

## 分布
本魚分布於印度太平洋區包括紅海、東非、南非、琉球群島、台灣、綠島、馬爾地夫、斯里蘭卡、印度、越南、印尼、菲律賓、馬來西亞、泰國、澳洲、索羅門群島、加羅林群島、馬里亞納群島、馬紹爾群島、法屬玻里尼西亞、新喀里多尼亞、夏威夷群島、美屬薩摩亞等海域水深2至10000公尺的地方。

## 生態
此魚通常獨居或成對出現。幼魚常棲息在礁盤內側的淺水區，成魚則常出現在礁區外較深海域。主要以甲殼類及軟體動物為食。此外也是熱帶珊瑚礁內食物鏈中最高層次的一種魚類，透過捕食其他魚類和生物，擔起平衡海洋生態的作用。曲紋唇魚壽命很長，但繁殖速度很慢。個體在五到七歲時性成熟，已知壽命約為30年，為雌雄同體，有些在9歲時變成雄性。

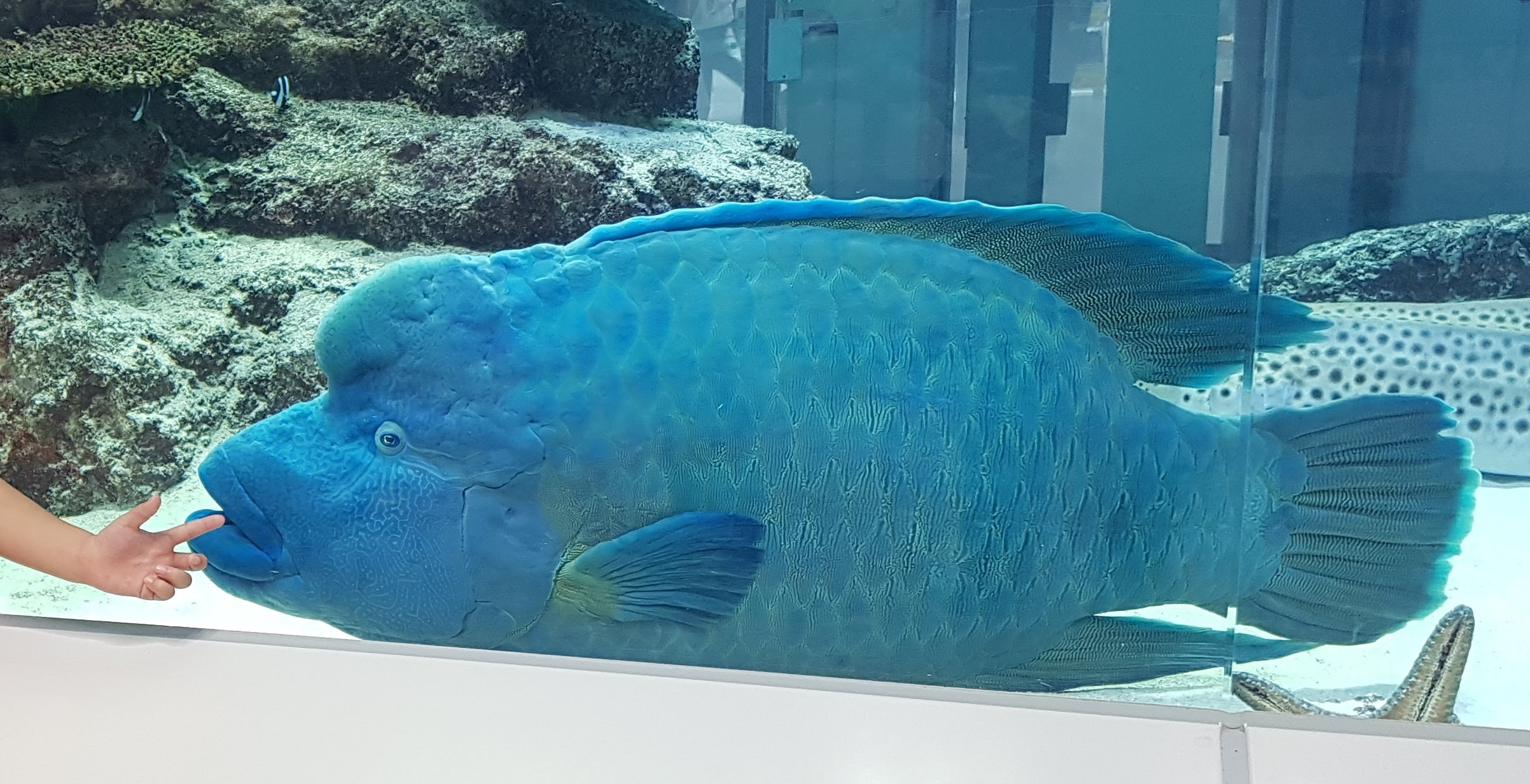
一尾在沖繩永旺夢樂城水族館的曲紋唇魚

## 保护
為觀賞魚，但因撈捕過度，許多海域中已難見蹤影，被IUCN紅色名錄于2004年列為瀕危物種，且目前受到《瀕危野生動植物種國際貿易公約》（CITES）保護，列為附錄II的物種，表示管有及進行貿易時均受到許可證制度管制。世界自然基金會將蘇眉列為受威脅物種，並鼓勵市民減少食用蘇眉。目前香港是本魚最主要的進出口地區，雖已進行貿易監察，但非法進口及貿易卻持續危害本魚的可持續性。早前在香港就曾有人檢舉西貢有海鮮酒家非法管有本魚而被充公及罰款，最高可被罰款港元500萬及監禁兩年。曲紋唇魚歷來在澳洲北部進行商業捕撈，但自2003年起在昆士蘭州和自1998年起在西澳大利亞州受到保護。
在中國大陸南部的廣東省，銷售該物種需要許可證。印尼僅允許用於研究、海水養殖和獲得許可的手工捕魚的捕撈活動。馬爾地夫於1995年實施出口禁令；巴布亞紐幾內亞禁止出口超過2英尺的魚類；紐埃已禁止對該物種的所有捕撈活動。美國國家海洋漁業局已將曲紋唇魚列為令人擔憂的物種——它對此表示擔憂，但沒有足夠的資訊將其列入《瀕危物種法》。中華民國行政院農業委員會已公告於2014年7月1日起將此魚列入保育類野生動物，禁止捕殺。同時，亦禁止水族館飼養，全台灣僅有國立海洋科技博物館-潮境海洋中心因在修法前已飼養，成為唯一公開展示的機構。
有養殖業者已掌握蘇眉魚人工繁殖技術，但因種魚來源有限、體重一年僅增加一公斤、生長過度緩慢，以致遲遲無法供應市場需求，甚至復育生態。

## 爭議事件
2016年5月21日，台東縣綠島鄉「阿憲民宿」業者陳明憲遭民眾投訴獵殺龍王鯛，一張龍王鯛被放置地上的圖大為流傳，社會一片譁然。陳明憲稱此照片為七年前的照片，卻遭到指出來源圖片的4G LTE網路圖示，以及魚體旁的Nike拖鞋為2015年生產款式，即此照片不可能於七年前拍攝。隨後陳明憲又宣稱魚是撿來的，並在拍照完畢後扔回水中。經海巡署人員調查偵訊後，陳明憲終坦承明知龍王鯛是保育類動物不能獵捕，但仍在當天將其獵殺，獵殺後拍照在私人版面炫耀，遭到媒體批露，知道事情鬧大，不敢將魚吃下肚，且立即刪除手機與電腦裡相關照片，同時把魚屍拿到綠島監獄以北約30公尺的一處工地掩埋。次日中午，陳明憲帶領海巡人員挖出魚屍。偵訊後，全案依違反《野生動物保育法》移送台東地檢署偵辦。2016年6月，阿憲民宿原地改名「海洋18海哩潛水民宿」開始營業。